# Christof Ritter
Christof Ritter (ur. 18 stycznia 1981 w Grabs) – liechtensteiński piłkarz grający na pozycji obrońcy. W swojej karierze rozegrał 42 mecze w reprezentacji Liechtensteinu.

## Kariera klubowa
Swoją karierę piłkarską Ritter rozpoczął w klubie FC Schaan. Zadebiutował w nim w 1997 roku. W 1999 roku odszedł do FC Winterhur, a w 2000 roku został zawodnikiem FC Vaduz. W latach 2001–2003 zdobył z nim trzy Puchary Liechtensteinu. W latach 2003–2004 występował w FC Chur 97, a wiosną 2005 - w USV Eschen/Mauren. W sezonie 2005/2006 był piłkarzem VfB Hohenems, a w latach 2006–2008 - FC Balzers. W latach 2008–2010 grał w Blau-Weiß Feldkirch, a w sezonie 2010/2011 w FC Vaduz, w którym zakończył karierę i w ostatnim sezonie zdobył krajowy puchar.

## Kariera reprezentacyjna
W reprezentacji Liechtensteinu Ritter zadebiutował 2 czerwca 1998 roku w przegranym 0:6 towarzyskim meczu z Austrią, rozegranym w Bazylei. W swojej karierze grał w: eliminacjach do Euro 2000, do MŚ 2002, do Euro 2004, do MŚ 2006 i do Euro 2008. Od 1998 do 2007 roku rozegrał w kadrze narodowej 42 mecze.